# 威尼斯街

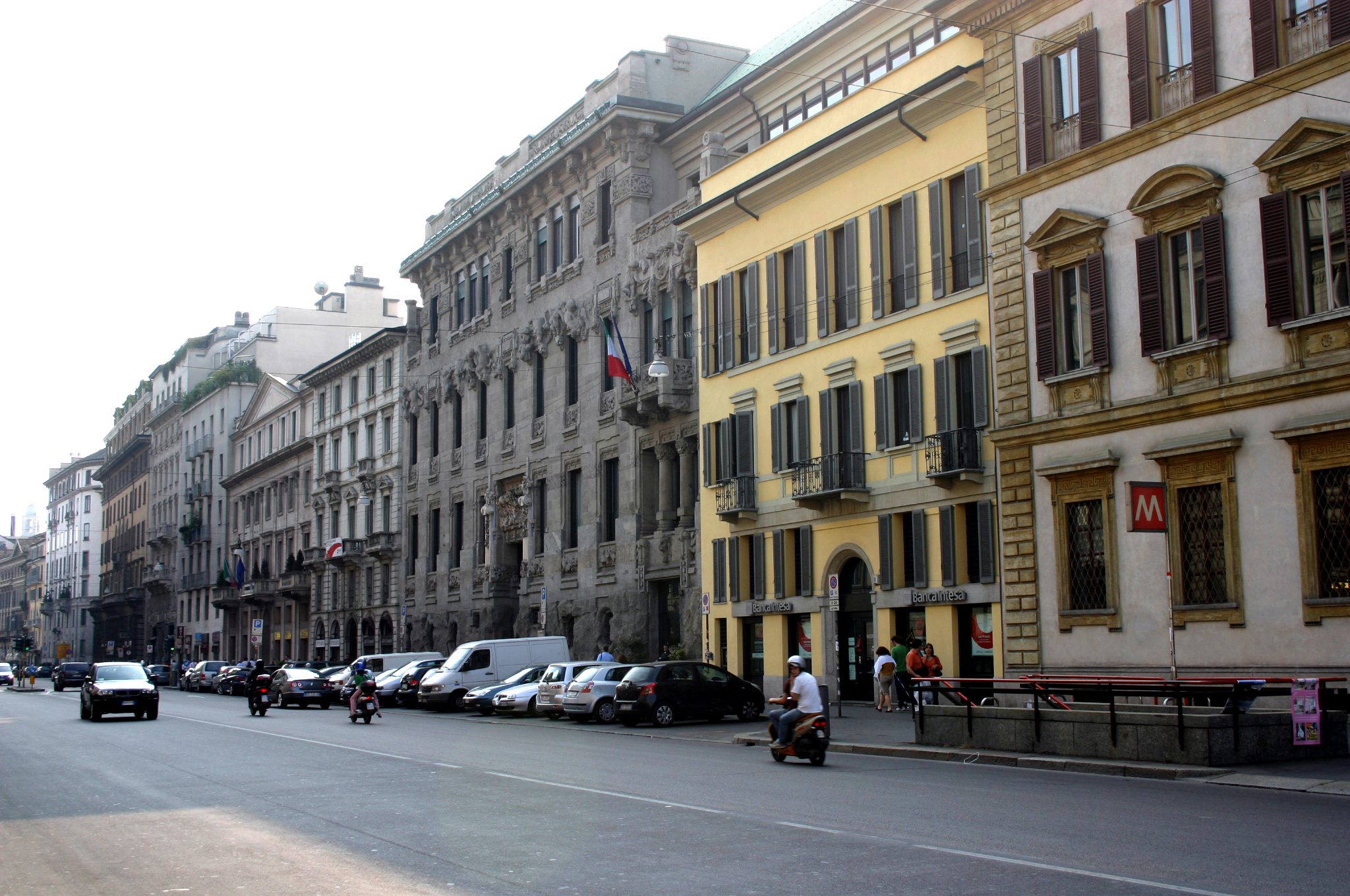
威尼斯街

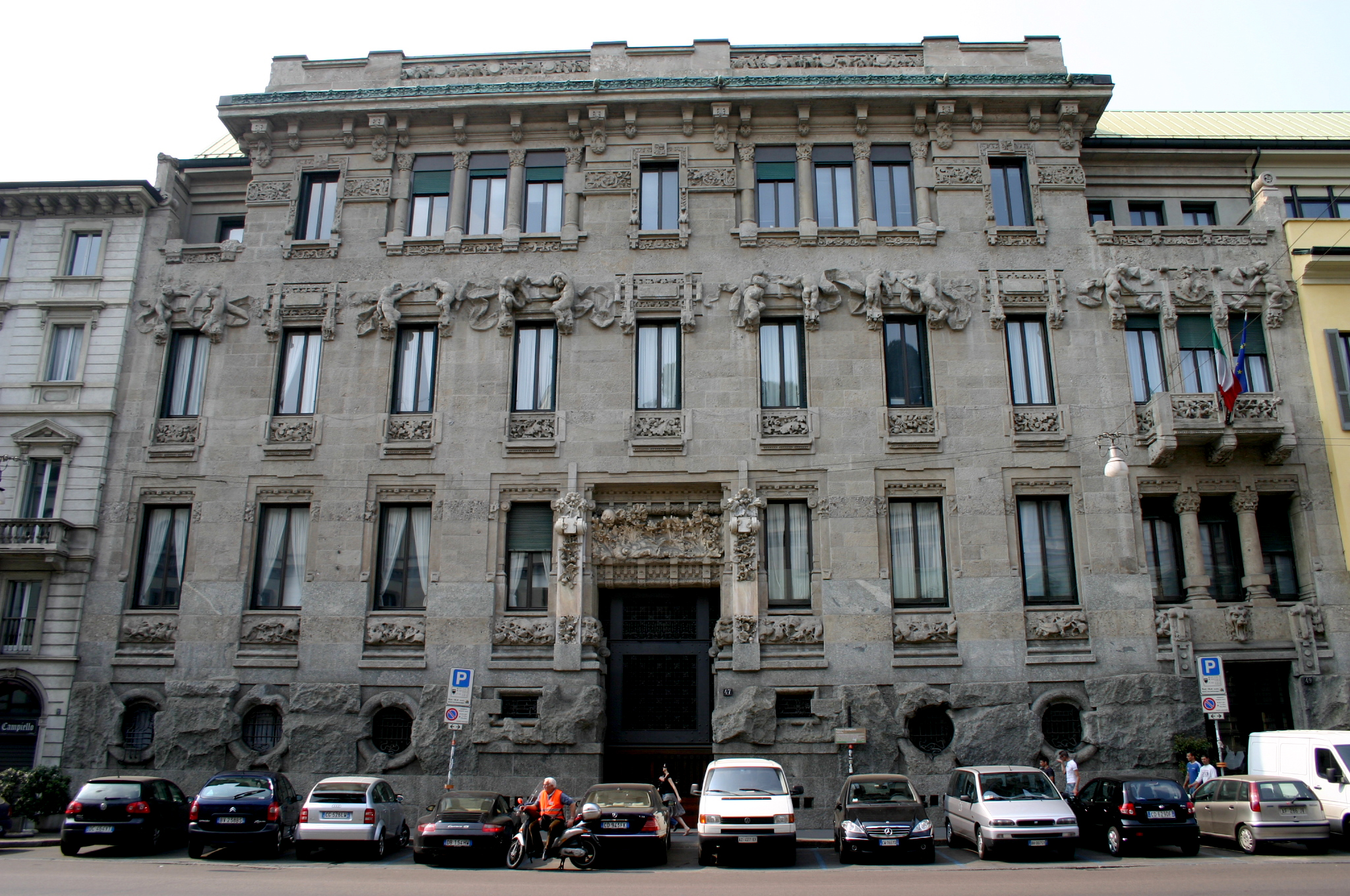
Castiglioni 宫

威尼斯街（Corso Venezia）是意大利城市米兰的一条优雅的街道，与蒙特拿破仑大街、斯皮加街和曼佐尼街围成“时尚四边形”高档购物区，开设普拉达、Armani等名店。沿街有许多文艺复兴，巴洛克，洛可可和新古典主义的宫殿，公园和花园。
 维基共享资源上的相關多媒體資源：威尼斯街